# Llista de mots castellans d'origen català
El diccionari de la Real Academia Española reconeix unes tres-centes cinquanta paraules d'origen català. A continuació s'ofereix una llista dels mots catalans que han penetrat en el vocabulari castellà.
| Índex A B C D E F G H I J K L M N O P Q R S T U V W X Y Z |

## A
1. abete
2. absenta
3. acotar
4. adrede
5. aguaitar
6. alambor
7. albergue
8. alioli (d'«allioli»)
9. amainar
10. amprar
11. andarivel
12. añoranza
13. añorar
14. armatoste
15. arreo (adverbi)
16. arel
17. arganel
18. argue
19. arreo
20. atiparse
21. avellanate
22. avería

| Índex A B C D E F G H I J K L M N O P Q R S T U V W X Y Z |

## B
1. babazorro
2. bacín (del català antic bacín, i aquest del llatí medieval bacīnum, "tassa"[1])
3. bacoreta
4. bagre
5. bajel
6. bajoca
7. baladre
8. balda
9. balduja
10. ballener
11. balso
12. banda
13. banderola
14. barcella
15. barraca
16. bastaje
17. bayoco
18. bel
19. betún
20. boj
21. boja
22. bojar
23. boje
24. bol
25. borde (adjectiu)
26. borracha
27. borraja
28. botifarra
29. bou
30. bovaje
31. brazola
32. brocatel
33. brollar
34. buido
35. burdel
36. buriel[2]
37. butifarra

| Índex A B C D E F G H I J K L M N O P Q R S T U V W X Y Z |

## C
1. cairel
2. cadireta
3. cajel[3]
4. cajín
5. calonge
6. camaerlengo
7. camota
8. cantel
9. cantimplora
10. canute
11. capel
12. capicúa (de «capicua», «cap i cua»)
13. capítol
14. capitoste
15. capolar
16. carquerol
17. carquiñol
18. carrafa
19. carraspique
20. carretón
21. castañola
22. cascabel[4]
23. ceje
24. celindrate
25. ceprén
26. chácena
27. chafardero
28. chamelo
29. charnego (del català «xarnego», que al seu torn ve del castellà lucharnego, nocharniego, «nocturn»)
30. choca
31. chueta
32. chuleta
33. chulla
34. cimbel
35. clavel
36. clavellina
37. clota
38. coca
39. codoñate
40. cohete
41. combés (dubtós)
42. conceller
43. confite
44. congoja
45. conrear
46. conseller
47. convite
48. corda
49. cordel
50. corondel
51. correjel
52. correo
53. cortapisa
54. crébol[5]
55. crisol
56. cuartera
57. cuarterada

| Índex A B C D E F G H I J K L M N O P Q R S T U V W X Y Z |

## D
1. dátil
2. derrería
3. desgaire
4. destre[6]
5. detal
6. doncel
7. dosel

| Índex A B C D E F G H I J K L M N O P Q R S T U V W X Y Z |

## E
1. embornal[7]
2. embuñegar
3. empeltre
4. empesador
5. ensaimada
6. envite
7. escabel
8. escalivada
9. escarola
10. escarpia (dubtós)
11. esclafar
12. escoa
13. escomesa
14. escudella
15. espinel
16. esquife
17. esquirol
18. estoperol
19. estrepada

| Índex A B C D E F G H I J K L M N O P Q R S T U V W X Y Z |

## F
1. faena
2. fajol
3. falla
4. fango
5. farte
6. fásol[8]
7. fideuá
8. filete[9]
9. fleje
10. flojel
11. foja[10]
12. fona
13. fonébol
14. fonje[11]
15. forastero
16. forcejar
17. formaleta
18. formalete
19. fornel
20. fornel
21. fornir
22. francalete
23. frao[12]
24. frazada
25. fréjol[13]
26. freo
27. fuchina
28. fuet
29. fuete[14]
30. fuñar
31. fustete

| Índex A B C D E F G H I J K L M N O P Q R S T U V W X Y Z |

## G
1. galdido
2. gandaya
3. garba
4. genol
5. gobén
6. gobernalle
7. granel
8. grao
9. grapa
10. gresca
11. greuge
12. gros
13. grupada
14. guaita
15. guante

| Índex A B C D E F G H I J K L M N O P Q R S T U V W X Y Z |

## H
1. hordiate

| Índex A B C D E F G H I J K L M N O P Q R S T U V W X Y Z |

## J
1. jácena
2. jaloque
3. jamugar
4. jar[15]
5. jaquir

| Índex A B C D E F G H I J K L M N O P Q R S T U V W X Y Z |

## L
1. lagotero
2. libán
3. linaje (de «llinatge»)
4. lisa
5. loguer
6. lonja

| Índex A B C D E F G H I J K L M N O P Q R S T U V W X Y Z |

## M
1. macarra
2. maitines
3. malbaratar
4. malcoraje
5. mancha
6. manigueta
7. manjar[16]
8. manuella
9. margallón
10. mariol
11. masada
12. masía
13. masovero
14. melís
15. melsa
16. menge
17. mercader
18. mercadería
19. mercería
20. mero
21. metalla
22. micer
23. miñón
24. mirrauste
25. mojada
26. mojel
27. molde
28. molsa
29. moncheta
30. morel de sal
31. moscatel
32. mosén
33. mosqueta
34. mostela[17]
35. mostellar[18]
36. mote[19]
37. muelle
38. mújol
39. musola

| Índex A B C D E F G H I J K L M N O P Q R S T U V W X Y Z |

## N
1. nácar
2. naipe
3. nao
4. naucher
5. neto
6. nevereta
7. ninot
8. nolit
9. noque
10. novecentismo (de «noucentisme»)
11. novel

| Índex A B C D E F G H I J K L M N O P Q R S T U V W X Y Z |

## O
1. oraje (de les formes del català, occità i francès, derivat del llatí *auratǐcum, de «aura»)
2. orate
3. orgullo
4. oriol
5. oropimente (d'«orpiment»)
6. osta

| Índex A B C D E F G H I J K L M N O P Q R S T U V W X Y Z |

## P
1. pagel
2. pajarel
3. palafrén
4. palangre
5. palenque
6. palmejal (de «paramitjal»)
7. panoli (de «pa amb oli»)
8. pansido
9. pantalla
10. papel
11. paella
12. pavorde
13. payés
14. peaje
15. pebete (de «pevet»)
16. pelaire
17. pelitre
18. percanzar
19. percha
20. perchel
21. perno
22. perol
23. perpunte
24. peseta (< «peceta» diminutiu de «peça»)
25. pésol
26. petar
27. picaporte
28. pilatero
29. pincel
30. pinjar
31. piñonate
32. piular
33. placer
34. plantaje
35. poncella
36. porcel
37. porche
38. pota
39. pote
40. preboste
41. prensa
42. proejar
43. proel[20]
44. proís

| Índex A B C D E F G H I J K L M N O P Q R S T U V W X Y Z |

## Q
1. quijote[21]

| Índex A B C D E F G H I J K L M N O P Q R S T U V W X Y Z |

## R
1. rabasaire
2. rabassa morta
3. rapa
4. rape (pejesapo)
5. regala
6. remiche
7. rengle
8. reloj
9. reo
10. retal
11. retel
12. retrete
13. riel
14. ringlera
15. rol (rolde, rollo)
16. roquete
17. rosca[22]
18. rozagante

| Índex A B C D E F G H I J K L M N O P Q R S T U V W X Y Z |

## S
1. salicor
2. salvaje
3. sastre
4. sardinel
5. semblante
6. seo
7. serpol
8. serviola
9. siroco
10. sirria[23]
11. sobrasada
12. soler
13. somatén
14. sor
15. sosa

| Índex A B C D E F G H I J K L M N O P Q R S T U V W X Y Z |

## T
1. tafetán
2. taula
3. tercerol
4. tifo[24] (fart, replet)
5. tirabeque
6. tercerol
7. tortel
8. trabucaire
9. traite
10. trébol
11. trenque
12. treo
13. truque
14. turrón
15. tusón

| Índex A B C D E F G H I J K L M N O P Q R S T U V W X Y Z |

## U
1. usaje

| Índex A B C D E F G H I J K L M N O P Q R S T U V W X Y Z |

## V
1. vellutero
2. ventresca
3. viaje

| Índex A B C D E F G H I J K L M N O P Q R S T U V W X Y Z |

## Z
1. zadorija
2. zozobrar